# Gà Lamona

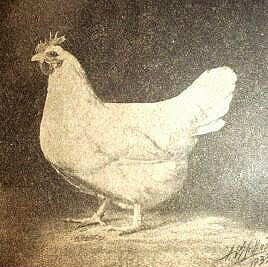
Gà Lamona

Gà Lamona là một giống gà có nguồn gốc ở Hoa Kỳ. Nó được phát triển vào đầu thế kỷ 20 bởi Harry S. Lamon, là chuyên gia về gia cầm cao cấp tại Cục Thú y, một cơ quan cuối cùng đã được thay thế bởi Bộ Dịch vụ Nghiên cứu Nông nghiệp của Bộ Nông nghiệp Hoa Kỳ.

## Lịch sử
Làm việc với Henry A. Wallace tại Trung tâm nghiên cứu nông nghiệp Beltsville ở Beltsville, Maryland, Lamon đã cho lai tổ hợp các giống gà Plymouth lông trắng (White Plymouth Rocks) với gà Dorking xám bạc (Silver-Gray) và gà Leghorn trắng để tạo ra giống gà Lamona. Nỗ lực này bắt đầu vào năm 1912 và đến năm 1933, nó được công nhận là một giống được đưa vào tiêu chuẩn hoàn thiện của Hiệp hội Gia cầm Mỹ. Một phiên bản gà Bantam được thu nhỏ từ phiên bản gà Lamona tiêu chuẩn và nó đã được APA công nhận vào năm 1960.
Do đặc điểm sinh trưởng và sản xuất cao sản của chúng, gà Lamona đã có một sự phổ biến ngắn trong nửa đầu của thế kỷ 20. Nhưng sau những năm 1950, các trang trại gà thương mại chuyển sang hai giống thống trị ngành công nghiệp vào thế kỷ 21 là giống lai gà Cornish-Rock cho thịt gà và gà Leghorn trắng cho trứng gà. Đến những năm 1980, gà Lamona đã gần như tuyệt chủng. Công việc của một vài nhà bảo tồn chuyên dụng, chẳng hạn như Marion Nash của Illinois, đã duy trì giống gà này một thời gian. Nhưng hôm nay, gà Lamona ban đầu rất hiếm.
Có những báo cáo từ Bảo tồn giống vật nuôi Mỹ và các nguồn giai thoại, gần đây nhất vào khoảng năm 2005, một hoặc hai đàn giống vẫn còn tồn tại, nhưng không có nhà lai tạo nào cung cấp gà Lamonas để bán. Một dòng Lamonas được tạo ra vào đầu những năm 2000 bởi Steve Gerdes ở Illinois. Ông đã tái tạo lại dòng này bằng cách sử dụng các phương pháp tương tự đã được Harry Lamon sử dụng để tạo ra bản gốc. Sau khi ông qua đời vào năm 2012, những con gà này đã đi đến hai nhà lai tạo riêng biệt, những người vẫn đang làm việc với chúng. Kể từ khi biến mất của gà Lamona lớn ban đầu, Jeremy Trost đã sử dụng các giống được biết đầu tiên được sử dụng để tạo ra một giống gà Lamant mới đã được hoàn thành trong năm năm đầu của thế kỷ 21.

## Đặc điểm
Gà Lamona nặng hơn gà Leghorn lông tắng, nhưng nhỏ thó hơn so với gà Plymouth Rock và gà Dorking lớn. Chúng có bộ lông màu vàng và bộ lông trắng, làm cho chúng trở thành những con gà thịt lý tưởng cho thị trường Mỹ. Chúng có mồng đơn và dái tai đỏ, và trong khi gà có dái tai đỏ thường đẻ trứng vỏ nâu, thì gà Lamonas lại đẻ trứng với vỏ trắng và trứng lớn. Cũng không giống như hầu hết các giống gà, gà Lamonas vẫn giữ được hương vị và chất lượng thịt như một con gà thịt sau khi đã hết vòng tuổi đẻ trứng của chúng (2-3 năm), các giống gà thông thường như vậy sẽ xếp vào nhóm gà thải loại.